# Satz über rationale Nullstellen
Der Satz über rationale Nullstellen (auch rationaler Nullstellentest oder Lemma von Gauß) ist eine Aussage über die rationalen Nullstellen ganzzahliger Polynome. Sie beinhaltet ein notwendiges Kriterium für die Existenz einer rationalen Nullstelle und liefert dabei eine endliche Menge rationaler Zahlen, in der alle rationalen Nullstellen enthalten sein müssen.

## Aussage
Für jede rationale Nullstelle eines ganzzahligen Polynoms gilt, dass der Zähler ihrer gekürzten Darstellung das Absolutglied und der Nenner den Leitkoeffizienten des Polynoms teilt.
Seien also {\displaystyle f(x)=a_{n}x^{n}+a_{n-1}x^{n-1}+\dotsb +a_{1}x+a_{0}} mit {\displaystyle a_{i}\in \mathbb {Z} } ein Polynom vom Grad {\displaystyle n} und  {\displaystyle x_{0}={\tfrac {p}{q}}} (wobei {\displaystyle p,q\in \mathbb {Z} } teilerfremd sind) eine rationale Nullstelle von {\displaystyle f}, dann ist {\displaystyle a_{0}} durch {\displaystyle p} teilbar und {\displaystyle a_{n}} durch {\displaystyle q} teilbar.

## Verallgemeinerung und Beweis
Der Satz über rationale Nullstellen ergibt sich auch als Korollar zu einer auf Gauß zurückgehenden allgemeineren Aussage über Polynome über dem Quotientenkörper eines faktoriellen Ringes (siehe Lemma von Gauß). Dieses Korollar lässt sich folgendermaßen formulieren:
Sei  {\displaystyle R} ein faktorieller Ring und  {\displaystyle K:=\operatorname {Quot} (R)} der Quotientenkörper von {\displaystyle R}. Sei  {\displaystyle f(X)=a_{n}X^{n}+...+a_{0}\in R[X]} ein Polynom vom Grad {\displaystyle n} und einer Nullstelle {\displaystyle \alpha ={\frac {a}{b}}} mit maximal gekürzten {\displaystyle a,b\in R}. Dann teilt {\displaystyle b} den ersten und {\displaystyle a} den letzten Koeffizienten, also gilt:
{\displaystyle b\vert a_{n}} und  {\displaystyle a\vert a_{0}}.

### Beweis
Es gilt:  
{\displaystyle 0=f(\alpha )=f\left({\frac {a}{b}}\right)=a_{n}{\frac {a^{n}}{b^{n}}}+a_{n-1}{\frac {a^{n-1}}{b^{n-1}}}...+a_{0}}
Multiplikation mit {\displaystyle b^{n}} ergibt:
{\displaystyle 0=f(\alpha )\cdot b^{n}=a_{n}a^{n}+a_{n-1}a^{n-1}b+...+a_{1}a\,b^{n-1}+a_{0}b^{n}}
{\displaystyle \implies -a_{n}a^{n}=b\cdot (a_{n-1}a^{n-1}+...+a_{1}ab^{n-2}+a_{0}b^{n-1})}
Nun teilt {\displaystyle b} {\displaystyle a_{n}}, da {\displaystyle a} und {\displaystyle b} teilerfremd und somit auch {\displaystyle a^{n}} und {\displaystyle b}. Damit existiert ein {\displaystyle r\in R} mit {\displaystyle a_{n}=b\cdot r}. 
Somit:
{\displaystyle -bra^{n}=b\cdot (a_{n-1}a^{n-1}+...+a_{1}ab^{n-2}+a_{0}b^{n-1})}
{\displaystyle \implies -ra^{n}=a_{n-1}a^{n-1}+...+a_{1}ab^{n-2}+a_{0}b^{n-1}}
{\displaystyle \implies a_{0}b^{n-1}=a\cdot (-ra^{n-1}-a_{n-1}a^{n-2}-...-a_{1}b^{n-2})}
Da {\displaystyle a} und {\displaystyle b} teilerfremd sind, folgt nun also auch {\displaystyle a\vert a_{0}}.

### Alternativer Beweis mit dem Satz von Gauß
Nach Division mit dem größten gemeinsamen Teiler der Koeffizienten des Polynoms erhalten wir ein primitives Polynom {\displaystyle {\tilde {f}}(X)}, welches die gleichen Nullstellen wie {\displaystyle f} besitzt. Da {\displaystyle {\tilde {f}}\left({\frac {a}{b}}\right)=0}, teilt also {\displaystyle \left(X-{\frac {a}{b}}\right)} {\displaystyle {\tilde {f}}(X)} in {\displaystyle K[X]}, somit aber auch {\displaystyle g(X):=(bX-a)}.  
Da aber nun {\displaystyle g(X)} primitiv, teilt {\displaystyle g} auch {\displaystyle {\tilde {f}}} in {\displaystyle R[X]} nach dem Lemma von Gauß, also existiert ein Polynom {\displaystyle h(X)=c_{m}X^{m}+...+c_{1}X+c_{0}\in R[X]}, sodass:
{\displaystyle {\tilde {f}}(X)=h(x)\cdot g(X)=(c_{m}X^{m}+...+c_{1}X+c_{0})\cdot (bX-a)=bc_{m}X^{m+1}+...+ac_{0}}
Damit folgt die Aussage, da {\displaystyle c_{m},c_{0}\in R}.

## Beispiele
1. Aus dem rationalen Polynom {\displaystyle \textstyle f(x)={\frac {1}{5}}x^{3}-{\frac {7}{30}}x^{2}+{\frac {1}{30}}} erhält man durch Multiplikation mit 30 das ganzzahlige Polynom {\displaystyle f^{\star }(x)=6x^{3}-7x^{2}+1}. Dessen rationale Nullstellen müssen dann in der Menge {\displaystyle \left\{\pm 1,\pm {\tfrac {1}{2}},\pm {\tfrac {1}{3}},\pm {\tfrac {1}{6}}\right\}} enthalten sein. Überprüft man nun alle diese Kandidaten durch Einsetzen in  {\displaystyle f} oder {\displaystyle f^{\star }}, so erhält man als Nullstellen  {\displaystyle -{\tfrac {1}{3}}}, 1 und {\displaystyle {\tfrac {1}{2}}}. Da {\displaystyle f} als Polynom vom Grad 3 maximal drei paarweise verschiedene Nullstellen besitzen kann, existieren in diesem Fall auch keine weiteren irrationalen Nullstellen.
2. Das Polynom {\displaystyle f(x)=x^{6}+x^{5}+x^{4}+x^{3}+x^{2}+x+1} besitzt keine rationale Nullstelle, da 1 und −1 die einzigen Teiler des Absolutglieds und des Leitkoeffizienten sind und {\displaystyle f(-1)=1\neq 0} und {\displaystyle f(1)=7\neq 0} ist.
3. Das Polynom {\displaystyle f(x)=x^{3}-2x+4} besitzt ganzzahlige Koeffizienten.
Die Überprüfung für die Teiler {\displaystyle \pm 1,\pm 2,\pm 4} des konstanten Gliedes ergibt sich die Nullstelle {\displaystyle -2}.
Weil jede ganze Zahl {\displaystyle a=a+0\cdot \mathrm {i} } auch eine gaußsche Zahl {\displaystyle a+b\cdot \mathrm {i} } ist, lassen sich die Koeffizienten als gaußsche Zahlen interpretieren.
Wegen {\displaystyle 2=(1+\mathrm {i} )(1-\mathrm {i} )} erhalten wir für die Teiler {\displaystyle \pm (1+\mathrm {i} ),\pm (1-\mathrm {i} )} des konstanten Gliedes die komplexen Nullstellen {\displaystyle (1+\mathrm {i} )} und {\displaystyle (1-\mathrm {i} )~.}

## Fußnote(n)
1. ↑  Ist aber {\displaystyle \mid a_{n}\!\!\mid \;\neq 1,} dann hat das Polynom nach der Normierung (Division durch den Leitkoeffizienten) rationale Koeffizienten. Die nicht verschwindenden unter ihnen lassen sich in eindeutiger Weise in ein Produkt   {\textstyle a_{i}=:\prod _{p\in \mathbb {P} }p^{k_{i,p}}}   von Primfaktoren mit ganzzahligen (auch negativen) Exponenten   {\displaystyle k_{i,p}\in \mathbb {Z} }   zerlegen. 
Nun lässt sich ein   {\displaystyle q\in \mathbb {Q} ^{\times }} so finden, dass nach einer linearen Transformation   {\textstyle x=q\cdot y}   im transformierten und normierten Polynom
{\displaystyle f^{\star }(y)=f(q\,y)\;q^{-n}=y^{n}+a_{n-1}^{\star }y^{n-1}+\dotsb +a_{1}^{\star }y+a_{0}^{\star }}
alle Koeffizienten   {\textstyle a_{i}^{\star }:=a_{i}\cdot q^{i-n}}   ganzzahlig sind. Man nehme nur   {\textstyle q:=\prod _{p\in P}p^{r_{p}}}   mit {\displaystyle P\subset \mathbb {P} } als der endlichen Menge der in den nicht-verschwindenden Koeffizienten {\textstyle a_{i}=\prod _{p\in P}p^{k_{i,p}}} vorkommenden Primfaktoren und
{\displaystyle r_{p}:={\Big \lfloor }\min _{\,i<n\,\wedge \,a_{i}\neq \;\!0}{\tfrac {k_{i,p}}{n-i}}{\Big \rfloor }}         (Gaußklammer {\displaystyle \lfloor \,\rfloor }).

Im genannten Beispiel   {\displaystyle f(x)={\tfrac {1}{5}}x^{3}-{\tfrac {7}{30}}x^{2}+{\tfrac {1}{30}},}   normiert:   {\displaystyle x^{3}-{\tfrac {7}{6}}x^{2}+{\tfrac {1}{6}},}   erhält man auf diese Weise   {\textstyle q=2^{-1}3^{-1}7^{\,0}={\frac {1}{6}}}   und das ganzzahlige Polynom   {\displaystyle f^{\star }(y)=y^{3}-7y^{2}+36}   (welches {\displaystyle -{\tfrac {1}{3}}/q=-2,\;1/q=6,\;{\tfrac {1}{2}}/q=3} als Nullstellen hat).

1. ↑  Marco Hien: Algebra. Springer-Verlag, Berlin 2021, ISBN 978-3-662-63777-7, doi:10.1007/978-3-662-63778-4.